# Materiewelle

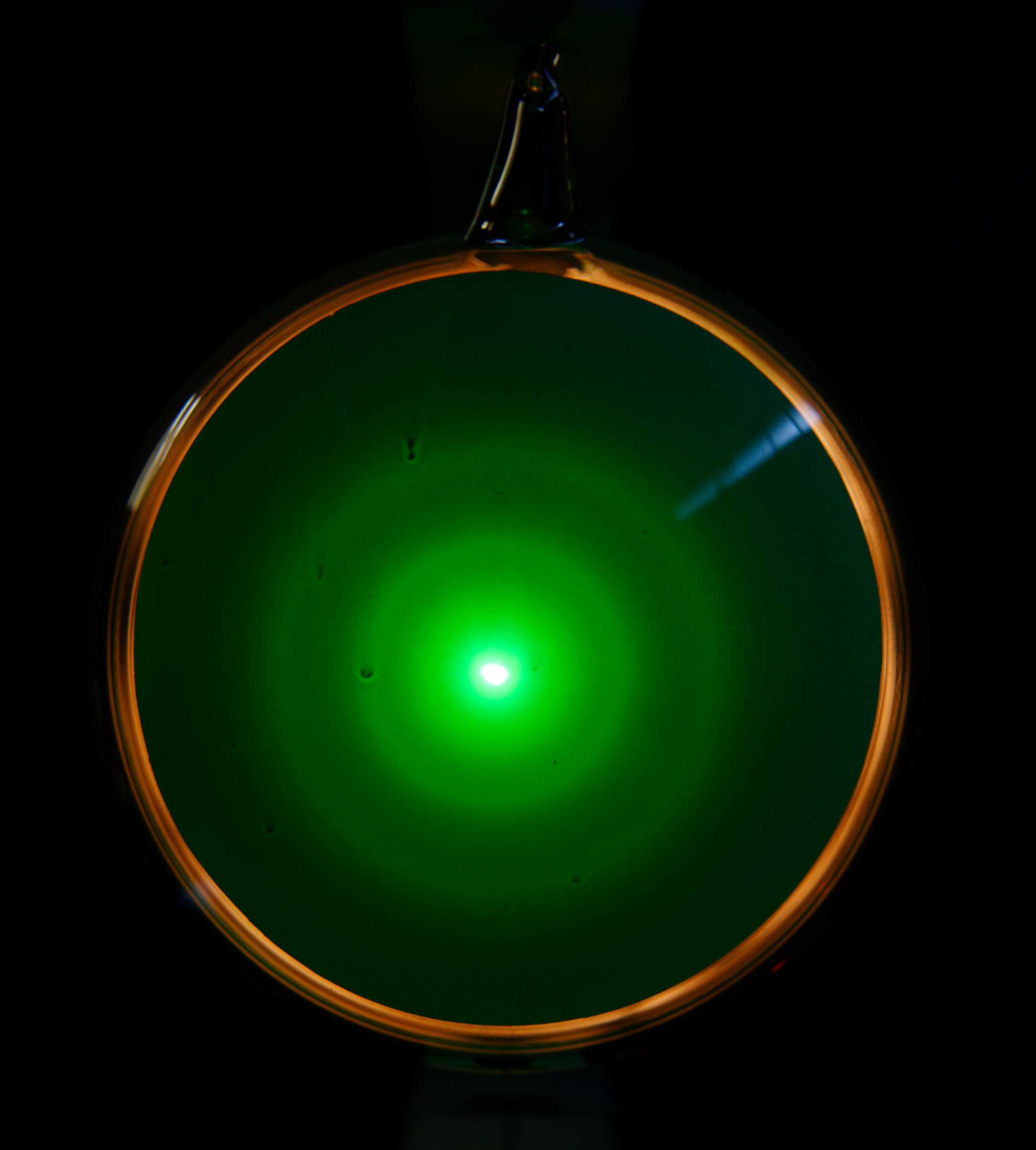
Interferenzbild in einer Elektronenbeugungsröhre als Nachweis des Wellencharakters von Elektronen. Die Helligkeitsschwankungen im grünen Licht entstehen durch Interferenz.

Der Begriff Materiewelle beschreibt das zum Teil wellenartige Verhalten der einzelnen Teilchen, welche die Materie bilden. Der Begriff wird üblicherweise verwendet, wenn dieses Verhalten gegenüber den Erwartungen der klassischen Mechanik der Massenpunkte in den Vordergrund tritt, insbesondere gegenüber der Vorstellung einer genau definierten Bahnkurve des Teilchens.
Die grundlegende Theorie zum Wellenverhalten von Materie wurde von Louis-Victor de Broglie in seiner Dissertation 1924 vorgestellt, wofür er 1929 den Nobelpreis für Physik erhielt. Materiewellen werden daher auch als De-Broglie-Wellen bezeichnet.

## Geschichte

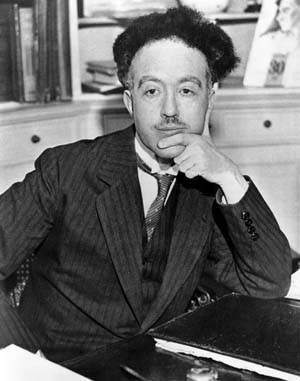
Louis-Victor de Broglie (1929)

Am Ende des 19. Jahrhunderts stellte man sich Licht als Wellen in Form elektromagnetischer Felder vor, deren optische Eigenschaften sich prinzipiell mit dem Huygensschen Prinzip von 1678 beschreiben lassen, genauer aber durch die Maxwell-Gleichungen von 1864; solche Wellen können mit beliebigem Energieinhalt, auch einem beliebig kleinen, erzeugt und absorbiert werden. Bei der Materie dagegen stellte man sich vor, dass sie sich aus stark lokalisierten Teilchen wohlbestimmter Masse zusammensetzt, die der Newtonschen Mechanik von 1687 gehorchen.
1891 stellte der Mathematiker Felix Klein zwischen Optik und Mechanik anhand ihrer mathematischen Formulierungen eine tiefliegende Verwandtschaft fest. Er folgerte, dass man jedes Problem aus der klassischen Punktmechanik in die Optik übersetzen kann, wo es dann um die Bestimmung eines in einem geeigneten Medium verlaufenden Lichtstrahls geht; deshalb könnte hinter der Punktmechanik eine undulatorische Mechanik liegen, so wie hinter der Theorie der Lichtstrahlen die Wellenoptik. Dieser Hinweis blieb aber weithin unbeachtet.
Die beliebig feine Unterteilbarkeit von Wellen wurde im Jahr 1900 erstmals direkt angezweifelt, als Max Planck zur ersten richtigen Erklärung der Wärmestrahlung eine Theorie vorschlug, in der vom Licht angenommen werden musste, dass es nur in bestimmten diskreten Energiequanten emittiert und absorbiert werden kann. Plancks Vorschlag war im Rahmen der klassischen Physik nicht zu begründen.
1905 konnte Albert Einstein Plancks Vorschlag zur ersten richtigen Erklärung des photoelektrischen Effekts nutzen. Er schlug vor, dass schon das Licht als solches „gequantelt“ ist, d. h. immer nur in Form von Energiepaketen vorliegt, und dass diese „Lichtquanten“ beim photoelektrischen Effekt einzeln und nur als Ganzes absorbiert werden und dabei genau ein Elektron herausschlagen können. Er verlangte 1909 nach einer Theorie, die die Maxwellsche Wellentheorie mit der Newtonschen Korpuskulartheorie des Lichts verbinde. Diese Vorstellungen stießen auf große Skepsis, wurden jedoch innerhalb der folgenden zwei Jahrzehnte durch neue Beobachtungen bestätigt, besonders durch Experimente von Robert Millikan und Arthur Compton. Damit bildeten sie schließlich den Ausgangspunkt des neuen Wissenschaftsgebiets „Quantentheorie“. Einsteins Lichtquanten werden heute Photonen genannt.
Zusammen mit seiner Entdeckung der Lichtquanten erkannte Einstein als erster, dass Licht zugleich als Welle und als Teilchenstrom beschrieben werden muss, und begründete damit den Welle-Teilchen-Dualismus von der Seite der Wellen her. 1924 vervollständigte Louis-Victor de Broglie dieses Konzept, indem er in seiner Dissertation umgekehrt postulierte, dass auch der klassischen Bewegung von Teilchen eine „Phasenwelle“ zugeordnet werden sollte, die dieser Bewegung den Weg vorgibt. Er erhob damit den Welle-Teilchen-Dualismus zum allgemeinen Prinzip. Er bestimmte die Wellenlänge dieser Phasenwelle so, dass sie mit der Relativitätstheorie im Einklang stand. Damit fand er, dass der Umfang der kleinsten Kreisbahn des Elektrons nach dem im Bohrschen Modell genau einer Wellenlänge entspricht. Einstein wiederum stellte auf dieser Grundlage 1924 eine statistische Theorie des idealen Gases auf, die erstmals Hinweise auf eine mögliche Erklärung von besonderen Phänomenen bei tiefsten Temperaturen ergab (siehe Bose-Einstein-Kondensation). Die Gleichungen zwischen Energie und Impuls bei Quanten von ebenen Wellen bzw. freien Teilchen werden seitdem als Einstein-de-Broglie-Beziehungen bezeichnet.
Dass bewegte Materie tatsächlich diese Welleneigenschaften besitzt, wurde erstmals 1927 bestätigt:
- in Experimenten zur wellenartigen Beugung von Elektronen an dünnen Metallfolien von Clinton Davisson und Lester Germer (Davisson-Germer-Experiment)
- unabhängig davon von George Paget Thomson.[6]

Für diese Entdeckungen erhielten Davisson und Thomson 1937 den Nobelpreis für Physik.
Die Materiewelle nach de Broglie wurde 1926 von Erwin Schrödinger zur Wellenfunktion verallgemeinert. Deren komplexe Funktionswerte beschreiben die Stärke eines Wellenfelds unbekannter Art, das sich im Raum bewegt. Nach der von ihm entwickelten Wellenmechanik wird dies Wellenfeld durch ein Kraftfeld verformt, wobei das Betragsquadrat des Funktionswerts an einem bestimmten Ort die Wahrscheinlichkeit angibt, das Teilchen dort anzutreffen.

## Die Einstein-de-Broglie-Beziehungen

### Klassische Betrachtung
Einstein schrieb in seiner Deutung des Photoeffekts für Licht der Wellenlänge {\displaystyle \lambda } jedem Photon die Energie {\displaystyle E={\frac {h\,c}{\lambda }}} und den Impuls {\displaystyle p={\frac {E}{c}}={\frac {h}{\lambda }}} zu, wobei {\displaystyle h} die Planck-Konstante und  {\displaystyle c} die Lichtgeschwindigkeit bezeichnen. De Broglie wendete diese Gleichung jetzt auf Materieteilchen an, indem er den Zusammenhang umkehrte und jedem Teilchen mit dem Impuls {\displaystyle p} die Wellenlänge
{\displaystyle \lambda ={\frac {h}{p}}}
zuordnete. Diese grundlegende Beziehung der Materiewellen wird De-Broglie-Gleichung genannt.
Damit lässt sich der Gültigkeitsbereich der obigen Gleichungen von Planck und Einstein auf Teilchen mit Masse erweitern. Die entsprechenden De-Broglie-Gleichungen für Wellenlänge und Frequenz der Materiewelle lauten wie folgt:
{\displaystyle \lambda ={\frac {h}{p}},\quad \nu ={\frac {E}{h}}}
In der Quantenmechanik ist es häufig zweckmäßig, anstelle der Wellenlänge {\displaystyle \lambda } die Wellenzahl {\displaystyle k=2\pi /\lambda } und anstelle der Frequenz {\displaystyle \nu } die Kreisfrequenz {\displaystyle \omega =2\pi \nu } zu verwenden. Der dabei auftretende Faktor {\displaystyle 1/2\pi } wird mit dem Wirkungsquantum zum reduzierten Planckschen Wirkungsquantum {\displaystyle \hbar =h/2\pi } (gesprochen: „h quer“) zusammengefasst. Will man zusätzlich die Ausbreitung der Welle mit einer bestimmten Richtung im dreidimensionalen Raum beschreiben, erweitert man die Wellenzahl {\displaystyle k} zum Wellenvektor {\displaystyle {\vec {k}}}.
In dieser Darstellung lauten die De-Broglie-Gleichungen dann wie folgt:
{\displaystyle {\begin{aligned}&{\vec {p}}=\hbar {\vec {k}}\\&E=\hbar \omega \\\end{aligned}}}
Aus der Beziehung zwischen Impulsbetrag {\displaystyle p=|{\vec {p}}|} und kinetischer Energie in der klassischen Mechanik folgt für die Dispersionsrelation der Materiewellen
{\displaystyle E={\frac {p^{2}}{2m}}\Leftrightarrow \omega ={\frac {\hbar k^{2}}{2m}}},
also ein quadratischer Zusammenhang im Gegensatz zur linearen Dispersionsrelation masseloser Objekte.

### Relativistische Betrachtung
Um die De-Broglie-Gleichungen auch in der relativistischen Quantenmechanik zu verwenden, kann der Viererimpuls aus der speziellen Relativitätstheorie verwendet werden. Dieser hängt, abgesehen von der konstanten Lichtgeschwindigkeit, nur von der Masse und der Geschwindigkeit des Teilchens ab. Es gilt:
{\displaystyle E=\gamma mc^{2}}
{\displaystyle {\vec {p}}=\gamma m{\vec {v}}}
wobei
{\textstyle \gamma ={1}/{\sqrt {1-{\frac {v^{2}}{c^{2}}}}}} der Lorentzfaktor ist.
Mit der ersten Formel berechnet man die relativistische Energie. Die zweite Formel beschreibt den relativistischen Impuls des Teilchens. Mit diesen beiden Ausdrücken schreiben sich die De-Broglie-Gleichungen auch wie folgt:
{\displaystyle {\begin{aligned}&\lambda =\,\,{\frac {h}{\gamma mv}}\,=\,{\frac {h}{mv}}\,\,\,\,{\sqrt {1-{\frac {v^{2}}{c^{2}}}}}\\&\nu ={\frac {\gamma \,mc^{2}}{h}}={\frac {mc^{2}}{h}}{\bigg /}{\sqrt {1-{\frac {v^{2}}{c^{2}}}}}\end{aligned}}}
Diese beiden Gleichungen lassen sich durch die Verwendung von Vierervektoren in einer Gleichung wie folgt darstellen:
{\displaystyle p^{\mu }=\left({\frac {E}{c}},{\vec {p}}\right)=\hbar k^{\mu }}
Dabei ist {\displaystyle p^{\mu }} wieder der Viererimpuls des Teilchens und {\displaystyle k^{\mu }} der Vierer-Wellenvektor mit
{\displaystyle k^{\mu }=\left({\frac {\omega }{c}},{\vec {k}}\right)}
Aufgrund der relativistischen Energie-Impuls-Relation folgt die Dispersionsrelation
{\displaystyle E={\sqrt {|{\vec {p}}|^{2}c^{2}+m^{2}c^{4}}}\qquad \Leftrightarrow \qquad \omega ={\sqrt {|{\vec {k}}|^{2}c^{2}+{\frac {m^{2}c^{4}}{\hbar ^{2}}}}}}.
Bei kleinen Wellenzahlen, also kleinen Impulsen verglichen mit {\displaystyle mc}, erhält man daraus als Näherung die oben angegebene nichtrelativistische quadratische Dispersionsrelation (wenn man dort zur kinetischen Energie die konstante Ruheenergie {\displaystyle mc^{2}} addiert). Im hochrelativistischen Fall folgt die lineare Dispersionsrelation
{\displaystyle \omega =c|{\vec {k}}|},
die auch für masselose Teilchen gilt.

## Auswirkungen

### Experimenteller Nachweis

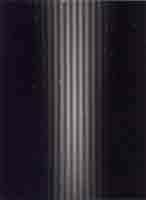
Elektroneninterferenz am Doppelspalt nach Claus Jönsson

Jedem Teilchen und jedem zusammengesetzten Körper kann eine Materiewelle zugeordnet werden. Dies führt dazu, dass Teilchen unter bestimmten Bedingungen Wellenphänomene wie Beugung und Interferenz zeigen. Die ersten Nachweise von Elektroneninterferenz durch Davisson, Germer und Thomson bestätigten dieses Bild und insbesondere de Broglies Wellenlängenformel. Seitdem wurde der Wellencharakter von Materie bis hin zu Molekülgröße in vielen weiteren Versuchen nachgewiesen. Am eindrucksvollsten ist vielleicht der Doppelspaltversuch mit Elektronen, den Claus Jönsson 1959 an der Universität Tübingen realisierte. Heutzutage lässt sich der Nachweis von Welleneigenschaften bei Elektronen schon im Schulunterricht erbringen, zum Beispiel mit einer Elektronenbeugungsröhre.

### Materiewellen im Alltag
Die Materiewellen von makroskopischen Alltagsgegenständen spielen keine Rolle. Wegen ihrer großen Masse sind die Impulse makroskopischer Dinge auch bei kleinsten alltagstypischen Geschwindigkeiten schon genügend groß, dass sich extrem kleine Wellenlängen weit unter den Abmessungen der Gegenstände ergeben. Da sich Welleneigenschaften nur dann zeigen, wenn Wellen auf Strukturen treffen, deren Abmessungen im Bereich der Wellenlänge liegen, ist für Alltagsgegenstände kein Wellenverhalten zu beobachten. Die bisher (2019) größten Materiestücke, die in einem besonders ausgeklügelten Experiment Interferenzstreifen zeigten, sind bestimmte Moleküle aus bis zu 2000 Atomen. Zahlenmäßig noch deutlich größere Quantenobjekte können in Form von Bose-Einstein-Kondensaten (ultrakalten Atomwolken aus über 100.000 Atomen) hergestellt und zur Interferenz gebracht werden.
Jedoch finden sich auch im Alltag viele Geräte, deren Funktionieren ohne Wissen über Materiewellen nicht zu verstehen ist. Ein Beispiel ist die LED-Lampe: In ihrem Halbleiter-Material gehen Elektronen an einem p-n-Übergang von einem Energieband in ein anderes über und geben einen je nach Material ganz bestimmten Energiebetrag ab, mit dem je ein Photon, also Licht bestimmter Wellenlänge, erzeugt wird. Der Energiebetrag entspricht dem energetischen Abstand der Energiebänder, der durch die Wirkung der regelmäßig angeordneten Atome des Materials (Kristallgitter) auf die Materiewellen der Elektronen erklärt wird (siehe Modell der quasifreien Elektronen).

### Anwendungen
Heutzutage werden die Wellenphänomene der Materie vielfältig bei der Untersuchung von Festkörpern und anderen Materialien eingesetzt, aber auch zur Klärung von physikalischen Grundfragen. Anwendungsbereiche sind die Elektronenbeugung, Atominterferometrie, Atomlaser und Neutroneninterferometrie. Allgemein spricht man bei der Untersuchung von Analoga der optischen Phänomene und Experimente mit Materiewellen statt mit Licht von Atomoptik.

## Ausblick
In der Quantenmechanik wird davon ausgegangen, dass einem Teilchen kein definierter Ort zugewiesen werden kann, sondern nur eine Aufenthaltswahrscheinlichkeit, die durch das Quadrat der Wellenfunktion beschrieben wird. Diese erfüllt eine Wellengleichung, im nichtrelativistischen Fall die Schrödingergleichung. Eigenschaften, die man klassischen Teilchen zuordnet, werden durch eng lokalisierte Wellenpakete erklärt. Das ist der tiefere Grund für die Tatsache, dass Materie Welleneigenschaften zeigt.
Noch einen Schritt weiter gehen Versuche, den Begriff des punktförmigen klassischen Teilchens ganz aus der Quantenmechanik zu eliminieren und die beobachteten Phänomene nur mit Wellenpaketen aus Materiewellen zu erklären.